# Alma pirata
Alma pirata è una telenovela argentina creata da Cris Morena e prodotta dal Cris Morena Group. È andata in onda dal 20 marzo 2006 al 16 novembre 2006 su Telefe. Nello stesso anno, vince il Premio Martín Fierro come miglior serie adolescenziale.
Non è mai stata trasmessa in Italia.

## Trama
La vita di tre ragazzi - Cruz Navarro, Benicio De Marco e Ivan Ferrer - cambia a seguito di un incontro con la zia Charly, in cui scoprono di essere eredi di un segreto che li porterà a cercare un antico tesoro chiamato "Alma Pirata", nascosto dai loro genitori. I tre, infatti, sono discendenti della "Lega delle 4 Spade", una confraternita che lotta contro le ingiustizie della società, fondata dai loro genitori, morti uccisi da una bomba messa su una barca, e da un quarto uomo, Gino Riganti, che li ha traditi. Nel viaggio che intraprenderanno i tre ragazzi incontreranno Clara e Allegra, quest'ultima è la quarta integrante della Lega e membro essenziale nella ricerca di Alma, in quanto figlia di Gino Riganti. Tuttavia, anche lo stesso Riganti è alla ricerca di Alma.

## Puntate
La prima ed unica stagione è divisa in due tappe, la prima va dal primo episodio al settantasei e la seconda da quest'ultimo fino al 138, causato dall'addio alla serie dell'attore Mariano Martínez.
| Stagione       | Puntate | Prima TV Argentina |
| -------------- | ------- | ------------------ |
| Prima stagione | 138     | 2006               |

## Personaggi ed interpreti

### Personaggi principali
- Benicio De Marco (episodi 1-76), interpretato da Mariano Martinez.
- Andrés De Marco (episodi 80-140), interpretato da Nicolás Vázquez[3]
- Allegra Riganti, interpretata da Luisana Lopilato[4]
- Cruz Navarro, interpretata da Benjamín Rojas[4]
- María Lidia Castellano, interpretata da Elsa Pinilla[3]
- Iván Ferrer, interpretato da Fabián Mazzei[4]
- Clara Troglio / Riganti, interpretata da Isabel Macedo[3]

### Personaggi secondari
- Omar José Gerónimo, interpretato da Jorge Nolasco.
- René, interpretato da Aurelio Sandano.
- Bernardita De Marco, interpretata da Gimena Accardi.
- Lola, interpretata da Eugenia Lencinas.
- Pedro, interpretato da Javier Heit.
- El Científico, interpretato da Daniel Lemes.
- José Antonio Ferrer, interpretato da Oscar Núñez.
- María Luisa, interpretata da Lidia Catalano.
- Adriano Líbero Benvenuto/Willow, interpretato da Mauro Panarisi.
- Ana, interpretata da Daniela Viaggiamari.
- León De Marco, interpretato da Daniel Campomenosi.
- Adolfo Navarro, interpretato da Alejandro Gancé.
- Alejandro Ferrer, interpretato da Marcelo Canan.
- Juana, interpretata da Sandra Ballesteros.
- Carrizo, interpretato da Jorge Varas.
- Agustín, interpretato da Agustín Sierra
- Amparo, interpretato da Marcela Ferradás
- Laura Celaya, interpretata da Violeta Naón.
- Alberto, interpretato da Horacio Minujen.
- Federico Amuchastegui, interpretato da Germán Barceló.

### Partecipazione speciali
Di seguito viene riportata una lista di partecipazioni speciali, in una o più puntate, di personaggi che in quei episodi hanno ricoperto un ruolo rilevante:
- Peralta (episodi 1-4), interpretato Hernán Gimenez.
- Bonifacio Pedro (episodi 19-22), interpretato da Roberto Antier.
- Paloma Cortés (episodi 36-37), interpretata da Manuela Pal.
- Arturo Luro (episodi 38-41), interpretato da Fabián Arenillas.
- Amparo (episodi 41-47), interpretato da Marcela Ferradás.
- Miriam (episodi 45-47), interpretata da Ximena Capristo.
- Meena (episodi 45-47), interpretata da Natalia Fava.
- Serafina (episodi 46-49), interpretata da Pochi Ducasse.
- Reno (episodi 51-53), interpretato da Gabo Correa.
- Carrizo (episodi 51-63), interpretato da Jorge Varas.
- Manuel (episodi 60-70), interpretato da Diego Vicos.
- Mónica  (episodi 60-62), interpretata da Silvina Acosta.
- Rogelio (episodi 61-62), interpretato da Aldo Pastur.
- Gladys Montoya (episodi 64-65), interpretata da Chela Cardala.
- Esteban Locatti (episodi 60-67), interpretato da Xavier De La Torre.
- Sofía (episodi 70-72), interpretata da Vanesa González.
- Juan José Perales (episodi 72-74), interpretato da Gustavo Bonfigli.
- Gerardo Petronelli (episodi 72-74), interpretato da Enrique Otranto.
- Ulises Karman (episodi 72-74), interpretato da Guido D'Albo.
- Mirian (episodi 105-106), interpretata da Kristina Lilley.

## Produzione e ascolti
La telenovela venne trasmessa per la prima volta il 20 marzo 2006 con uno share del 22.4, che si abbassò con il passare delle settimane.. Per questo motivo, i dirigenti del canale decisero di spostare l'orario dalle 21 alle 20, ma nonostante questo cambiamento il programma comunque non riuscì a battere la concorrenza, quindi venne nuovamente spostato alle 19.30. I cambi d'orario infastidirono molto Mariano Martinez che protestò sostenendo che ci fosse una violazione del contratto, in quanto in esso si era concordato che il programma sarebbe stato trasmesso in prima serata. In assenza di risposte soddisfacenti, l'attore decise di lasciare la serie  e quindi il personaggio venne fatto morire e venne sostituito da un nuovo personaggio interpretato da Nicolás Vázquez.
In un primo momento anche l'attrice Luisana Lopilato decise che avrebbe lasciato la serie, poiché doveva registrare la seconda stagione di Casados con Hijos, per lo stesso canale. I dirigenti di Telefe comunicarono, quindi, che avrebbero trovato un modo per permettere alla Lopilato di lavorare a tutti e due i progetti. Alla fine, l'attrice continuò a lavorare per la serie di Cris Morena, se non per alcuni episodi.
L'episodio finale è stato emesso il 16 novembre 2006 con 21.7 punti, decretandone il successo. Lo share ha comunque ottenuto una media di 32.4%.
Nel 2012 è stata riproposta dallo stesso canale, ma dopo tre emissioni è stata cancellata dal palinsesto e trasferita sul sito web di Telefe Internacional.

### Luoghi di riprese
Le riprese iniziarono a inizio 2006 fino a novembre dello stesso anno. Infatti, A gennaio vennero annunciati i tre protagonisti (Mariano Martinez, Benjamin Rojas e Fabian Mazzei) e i loro rispettivi ruoli.
Le puntate sono state registrate nella località di Zelaya nella Provincia di Buenos Aires, mentre, l'ultimo episodio a San Martín de los Andes e San Antonio de Areco.

## Accoglienza
La serie, nonostante i vari cambiamenti d'orari che hanno portato a differenti percentuali di share, è stata accolta positivamente. Il quotidiano La Nación l'ha giudicata positivamente sostenendo che fosse una nuova ''prelibatezza'' creata da una delle più astute e di successo ''cuoche'' (Cris Morena) della televisione argentina, entrando di diritto nei ''piatti forti'' di Telefe.

## Discografia
Nel 2006 fu pubblicato anche un album, su etichetta discografica EMI, relativo alla serie dal titolo Alma Pirata: La Musica, contenente 11 canzoni cantate sia da alcuni protagonisti della serie sia da persone esterne. La maggior parte delle canzoni sono cantate da Benjamín Rojas.
La sigla è invece di "I Need Your Love" di Cris Morena e Marcelo Wengrovski.

## Distribuzioni internazionali
Lo sceneggiato ha avuto un adattamento in Portogallo. Il format è stato trasmesso anche in:
| Paese     | Canale/i                     |
| --------- | ---------------------------- |
| Argentina | Telefe                       |
| Venezuela | Televisora Venezolana Social |
| Panama    | RCM                          |
| Spagna    | Localia                      |
| Israele   | Canal 10                     |

## Premi e riconoscimenti
- 2006 - Premio Martín Fierro
  - Vinto - Miglior programma infantile/giovanile.[19]
- 2006 - Premio Clarín
  - Nomination - Fiction giornaliera commedia.[20]